# Chlorophorus annulatus
Chlorophorus annulatus là một loài bọ cánh cứng trong họ Cerambycidae.